# Адерин-Покок, Мэгги
Маргарет Эбунолува Адерин-Покок (англ. Maggie Aderin-Pocock; род. 9 марта 1968)) —  британский учёный-космолог и преподаватель естественных наук. Она является почётным научным сотрудником факультета физики и астрономии Университетского колледжа Лондона.  С февраля 2014 года она совместно с Крисом Линтоттом была ведущей британской ежемесячной астрономической телепередачи «Небо ночью». 

## Биография
Маргарет  родилась в Лондоне 9 марта 1968 года у родителей нигерийского происхождения — Кэролайн Филлипс и Юстуса Адебайо Адерина. Её второе  имя Эбунолува происходит от слов языка  йоруба  ebun (подарок) и oluwa (Бог). Она училась в монастырской школе Священного союза на севере Лондона. В детстве страдала от дисклексии и мечтала стать космонавтом.
Она и доктор Мартин Покок поженились в 2002 году. У них есть дочь Лорен, появившаяся на свет в 2010-м. Они живут в Гилфорде, графство Суррей.
Адерин-Покок появлялась в качестве приглашённого гостя в научно-популярных сериалах «Парадокс» и «Доктор Кто: Конфиденциально». 